# Dumarkunda
Dumarkunda é uma vila no distrito de Dhanbad, no estado indiano de Jharkhand.

## Demografia
Segundo o censo de 2001, Dumarkunda tinha uma população de 10 980 habitantes. Os indivíduos do sexo masculino constituem 53% da população e os do sexo feminino 47%. Dumarkunda tem uma taxa de literacia de 52%, inferior à média nacional de 59,5%: a literacia no sexo masculino é de 63% e no sexo feminino é de 39%. Em Dumarkunda, 15% da população está abaixo dos 6 anos de idade.